# Andrés Fernández Carretero
Andrés Fernández Carretero (Hospitalet de Llobregat, Cataluña, España, 1994) es un árbitro de baloncesto español de la liga ACB. Pertenece al Comité de Árbitros de Cataluña.

## Trayectoria
Andrés Fernández Carretero pertenece al Comité y Escuela de Árbitros de la Federación Catalana de Baloncesto (FCBQ) desde la temporada 2011-12. El curso 2017 consiguió el ascenso al Grupo 2 FEB (EBA y Liga Femenina 2) y, una campaña más tarde (2018), logró el ascenso al Grupo 1 FEB, pasando a pitar partidos de Liga Femenina y LEB.
Este pasado viernes 28 de agosto de 2020, la comisión técnica del Departamento Arbitral de la ACB ha confirmado su ascenso a la Liga Endesa, donde coincidirá con los también catalanes Jordi Aliaga Solé, José Antonio Martín Bertrán, Juan de Dios Oyón Cauqui, Arnau Padrós Feliu, Óscar Perea Lorente, Alberto Baena Arroyo y Yasmina Alcaraz Moreno.

## Temporadas
| Categoría       | País/Región | Año               |
| --------------- | ----------- | ----------------- |
| Categorías base | Cataluña    | 2011 - 2017       |
| FEB (Grupo 2)   | España      | 2017 - 2018       |
| FEB (Grupo 1)   | España      | 2018 - 2020       |
| Liga ACB        | España      | 2020 - Actualidad |